# USS Lansdale (DD-426)
Pour les articles homonymes, voir USS Lansdale.
L'USS Lansdale (DD-426) est un destroyer de classe Benson en service dans la Marine des États-Unis pendant la Seconde Guerre mondiale. Il a été nommé en l'honneur du lieutenant Philip Lansdale (en).
Sa quille est posée le 19 décembre 1938 au chantier naval Charlestown Navy Yard de Boston, dans le Massachusetts. Il est lancé le 30 octobre 1939, parrainé par Mme Ethel S. Lansdale (veuve de l'officier Lansdale), et mis en service le 17 septembre 1940 sous le commandement du lieutenant commander John D. Connor.

## Historique
Après sa mise en service, le Lansdale appareille de Boston en janvier 1941 afin d'effectuer des patrouilles de neutralité dans les Caraïbes. Le destroyer opère entre Charleston et les Antilles britanniques pendant près de trois mois, avant d’être transféré vers le nord, dans la zone de Dominion de Terre-Neuve. Il escorte trois convois à destination de l'Islande jusqu'à la fin de l'année 1941. L'entrée en guerre des États-Unis le fait revenir à Boston afin de subir quelques modifications.
Le Lansdale entame alors une longue carrière d'escorte, alternant entre cuirassés et croiseurs, protégeant les pétroliers sur la dangereuse route des îles Britanniques et des Caraïbes et les convois de troupes en partance pour l'Afrique du Nord. Sa tactique anti-sous-marine a permis de défendre efficacement le convoi UC-1 contre au moins une demi-douzaine d'U-boots en Rudeltaktik au large des Açores en février 1943. Il rejoint ensuite la Méditerranée.
Dans la soirée du 11 au 12 avril 1944, le Lansdale prend part à la protection du convoi UGS-37 qui est attaqué par une vingtaine d'avions de la Luftwaffe. Des mesures de défense efficaces, notamment un écran de fumée et des tirs antiaériens soutenus ont protégé le convoi contre toute perte, les assaillants comptabilisant au moins quatre avions perdus.

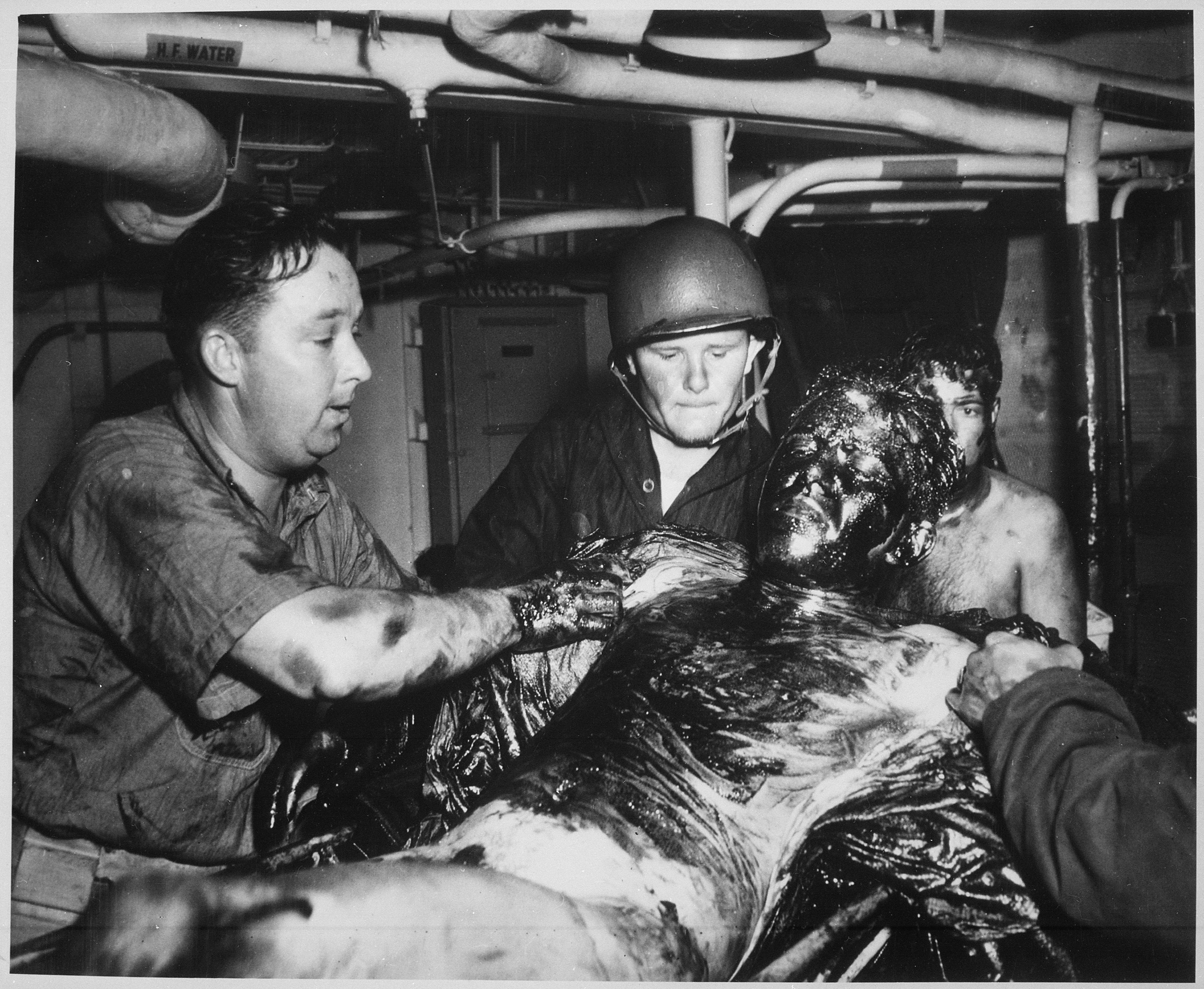
Un survivant de l'USS Lansdale secouru par un destroyer d'escorte américain (avril 1944).

Six jours plus tard, le Lansdale est chargé de protéger le convoi UGS-38. La Task Force 66, composée de douze destroyers d'escorte, du cotre de la garde côtière USS Taney et de six navires de la marine alliée, escorte quatre-vingt-cinq navires marchands et deux pétroliers de la marine. Dans la soirée, le convoi est attaqué par trois vagues de Junkers Ju-88 au large d'Alger. Atteint de plusieurs torpilles, le destroyer sombre à environ 15 miles au nord-est d'Alger à la position géographique 37° 03′ N, 3° 51′ E. 49 membres d'équipage ont été perdus et 232 survivants, dont 76 blessés, ont été sauvés par les USS Menges et Newell ; le commandant faisait partie des survivants.
L’UGS 38 (87 navires) perdit 2 navires de commerce, un escorteur et le destroyer Landsdale.

## Décorations
Le Lansdale a reçu quatre battle stars pour son service pendant la Seconde Guerre mondiale.

## Commandement
- Lieutenant commander John D. Connor du 17 septembre 1940 au 13 février 1942.
- Lieutenant commander Eugene Field McDaniel du 13 février 1942 au 5 juillet 1942.
- Lieutenant commander Donald Cord Varian du 5 juillet 1942 au 16 septembre 1942.
- Lieutenant commander Valery Havard, Jr. du 16 septembre 1942 au 31 décembre 1943.
- Lieutenant commander Douglas Mckean Swift du 31 décembre 1943 au 20 avril 1944.